# Hwang Ji-soo
Hwang Ji-soo (황지수?, 黃智秀?; Dongducheon, 27 marzo 1981) è un ex calciatore sudcoreano, di ruolo centrocampista.